# Toshihiko Uchiyama (Fußballspieler, 1978)
Toshihiko Uchiyama (jap. 内山 俊彦, Uchiyama Toshihiko; * 21. Oktober 1978 in der Präfektur Kagoshima) ist ein ehemaliger japanischer Fußballspieler.

## Karriere
Uchiyama erlernte das Fußballspielen in der Schulmannschaft der Reimei High School. Seinen ersten Vertrag unterschrieb er 1998 bei den Montedio Yamagata. Der Verein spielte in der zweithöchsten Liga des Landes, der Japan Football League. Für den Verein absolvierte er 207 Spiele. 2007 wechselte er zum Erstligisten Vissel Kobe. Für den Verein absolvierte er 58 Erstligaspiele. 2010 wechselte er zum Zweitligisten Ventforet Kofu. 2010 wurde er mit dem Verein Vizemeister der J2 League und stieg in die J1 League auf. Für den Verein absolvierte er 53 Spiele. 2012 wechselte er zum Ligakonkurrenten Vegalta Sendai. 2012 wurde er mit dem Verein Vizemeister der J1 League. Für den Verein absolvierte er acht Erstligaspiele. Ende 2012 beendete er seine Karriere als Fußballspieler.

## Erfolge
Vegalta Sendai
- J1 League

Vizemeister: 2012